# Aníbal Samuel Matellán
Aníbal Samuel Matellán (General Villegas, Buenos Aires, Argentina, 8 de mayo de 1977) es un exfutbolista argentino. Jugaba de defensor y su último equipo fue el Atlético de Rafaela. Actualmente se desempeña como secretario deportivo del Club Atlético Boca Juniors.

## Trayectoria
Aníbal Matellán llegó a los 15 años, proveniente del Club Eclipse Villegas, al Boca Juniors, donde inició su carrera profesional como futbolista y logró varios títulos bajo el mando del entrenador Carlos Bianchi. 
Como futbolista profesional a mediados de 2001, pasó al FC Schalke 04 alemán donde se desempeñó durante tres temporadas. A mediados de 2004 volvió a Boca Juniors pero tras una temporada en la que jugó poco y sufrió algunas lesiones, rescindió el contrato y volvió a Europa para jugar en la Liga Española. En junio de 2005 fichó por el Getafe y la temporada siguiente por el Nàstic de Tarragona, que recién ascendía a la liga de primera división del fútbol español, residiendo en Torredembarra..
A mediados del año 2007 regresó a la Argentina, a Arsenal de Sarandí. El 5 de diciembre, obtuvo la Copa Sudamericana. El año siguiente se consagra campeón de la Copa Suruga Bank 2008, convirtiéndose, por estos dos títulos, en un histórico del cuadro de Sarandí, y estando en un plantel recordado en la historia. Luego, pasó de San Luis FC de la Primera División de México donde cumplió todo su vínculo a firmar un nuevo convenio por un año con la Asociación Atlética Argentinos Juniors de la Primera división del fútbol argentino y en donde además compitió en la Copa Sudamericana 2012.
Hoy día, es un reconocido exfutbolista con vasta trayectoria que se dedica a la gestión deportiva. Fue Secretario Deportivo de Boca Juniors durante más de un año 2018-2020 acompañando a Nicolás Burdisso quién por ese entonces era el director Deportivo de dicho club. Luego tuvo una reciente experiencia como mánager deportivo en el fútbol europeo, más precisamente en el OF Ierapetra FC, de la Superligue 2, segunda división del fútbol griego desde mediados del 2021 a mediados de 2022.
El exjugador también del Schalke 04 alemán continuó capacitándose en esta nueva etapa post futbolista, y ya en el 2022 obtuvo su licencia UEFA como Director Deportivo, ya que curso la carrera en La Real Federación Española de Fútbol, curso que dicta la Universidad Rey Juan Carlos y es avalada por la entidad madre del fútbol europeo. 
Además, cabe agregar que durante su etapa como futbolista, obtuvo el título que otorga la Asociación de Técnicos del Fútbol Argentino (ATFA) en el 2010 y  lo que lo habilita a dirigir técnica y tácticamente a cualquier plantel del fútbol profesional de AFA-CONMEBOL. Como hecho curioso, cursó la carrera de Director Técnico en el Club Atlético Platense conjuntamente con su excompañero en Boca Juniors Rodolfo Arruabarrena y el actual DT de River Plate, Marcelo Gallardo entre otros exfutbolistas de renombre.

## Clubes
| Club                   | País      | Año       |
| ---------------------- | --------- | --------- |
| Boca Juniors           | Argentina | 1996-2001 |
| Schalke 04             | Alemania  | 2001-2002 |
| Getafe                 | España    | 2002-2003 |
| Gimnàstic de Tarragona | España    | 2003-2004 |
| Boca Juniors           | Argentina | 2004-2005 |
| Arsenal                | Argentina | 2005-2008 |
| Xerez CD               | España    | 2008-2009 |
| San Luis               | México    | 2009-2010 |
| América de Cali        | Colombia  | 2010-2011 |
| Argentinos Juniors     | Argentina | 2011-2013 |
| Atlético de Rafaela    | Argentina | 2013-2014 |

## Palmarés

### Torneos nacionales
| Título           | Club         | País      | Año    |
| ---------------- | ------------ | --------- | ------ |
| Primera División | Boca Juniors | Argentina | A-1998 |
| Primera División | Boca Juniors | Argentina | C-1999 |
| Primera División | Boca Juniors | Argentina | A-2000 |
| Copa de Alemania | Schalke 04   | Alemania  | 2002   |

### Torneos internacionales
| Título                    | Club         | Sede          | Año  |
| ------------------------- | ------------ | ------------- | ---- |
| Copa Libertadores         | Boca Juniors | São Paulo     | 2000 |
| Copa Intercontinental     | Boca Juniors | Tokio         | 2000 |
| Copa Libertadores         | Boca Juniors | Buenos Aires  | 2001 |
| Copa Intertoto de la UEFA | Schalke 04   | Gelsenkirchen | 2003 |
| Copa Intertoto de la UEFA | Schalke 04   | Liberec       | 2004 |
| Copa Sudamericana         | Boca Juniors | Buenos Aires  | 2004 |
| Copa Sudamericana         | Arsenal      | Avellaneda    | 2007 |
| Copa Suruga Bank          | Arsenal      | Osaka         | 2008 |